# Tilen Bartol
Tilen Bartol, slovenski smučarski skakalec, * 17. april 1997.

## Kariera
Bartol je v celinskem pokalu prvič nastopil 27. decembra 2014, ko je v Engelbergu zasedel 56. mesto. Prvo uvrstitev med dobitnike točk je dosegel 25. januarja 2015 na tekmi v Planici z 28. mestom. 15. marca 2015 je dosegel prvo uvrstitev v deseterico v Nižnem Tagilu s šestim mestom. Prvo uvrstitev na oder za zmagovalce je osvojil 11. decembra 2015 s tretjim mestom v Reni, dan za tem je na istem prizorišču dosegel svojo prvo zmago. 16. marca 2016 je Tilen na preizkusu letalnice v Planici kot predskakalec poletel 252 metrov, kar je do sedaj drugi najdaljši polet na smučeh. Zaradi velikih pritiskov ob doskoku mu ni uspelo pristati, tako da svetovni rekord ni veljaven. Po sezoni 2022/23 je končal kariero, skupno je nastopil na 60 posamičnih in sedmih ekipnih tekmah v svetovnem pokalu.